# Caméra Mutagraphe
La caméra Mutagraphe (en anglais Mutagraph) est un appareil de prise de vues cinématographique argentique à grand format (68 mm), mis au point en 1897 par la société American Mutoscope and Biograph Company (alors nommée American Mutoscope Company). Elle est inséparable du procédé de visionnement individuel Mutoscope qui a fait de cette société l'une des plus importantes société de production de la première décennie du XXe siècle. 

## Histoire
Si William Kennedy Laurie Dickson, l'assistant de Thomas Edison, a mis un point d'honneur à poursuivre son travail auprès de Thomas Edison, il n'est pas sans craindre que l'inventeur et industriel américain ne perde l'avance qu'il a prise sur les chercheurs du monde entier en imaginant et en faisant construire et mettre au point la première caméra du cinéma  : le kinétographe, ainsi que le film 35 mm, et qu'il soit finalement dépassé par la vague d'inventions que les siennes ont impulsées. Chacun sait à l'époque que le kinétoscope qui permet de visionner individuellement les films ainsi tournés, est une affaire très rentable dont l'emprise s'élargit sur le territoire américain mais aussi en Europe et ailleurs dans le monde. 

« Cent quarante-huit films sont tournés entre 1890 et septembre 1895 par Dickson et William Heise. »

Dickson a proposé à son patron d'étudier un projet d'appareil permettant de projeter les films sur un écran devant un public assemblé. Edison a rejeté cette idée, qui n'aurait pourtant posé aucune difficulté de conception à son équipe. Les recettes du kinétoscope sont là pour lui faire penser que cent clients payant leur droit d'entrée dans un Kinetoscope Parlor, valent plus que cent clients entassés dans une salle.  Cela reviendrait à « tuer la poule aux œufs d'or », conclut Edison. Dickson décide dès lors de quitter en dernier ressort les Edison Studios et de tenter sa chance ailleurs. 

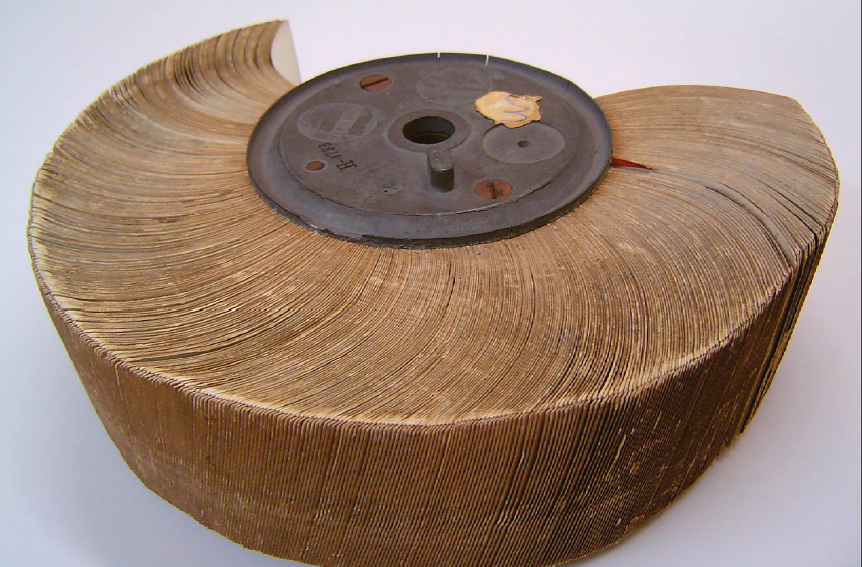
Rouleau de mutoscope.

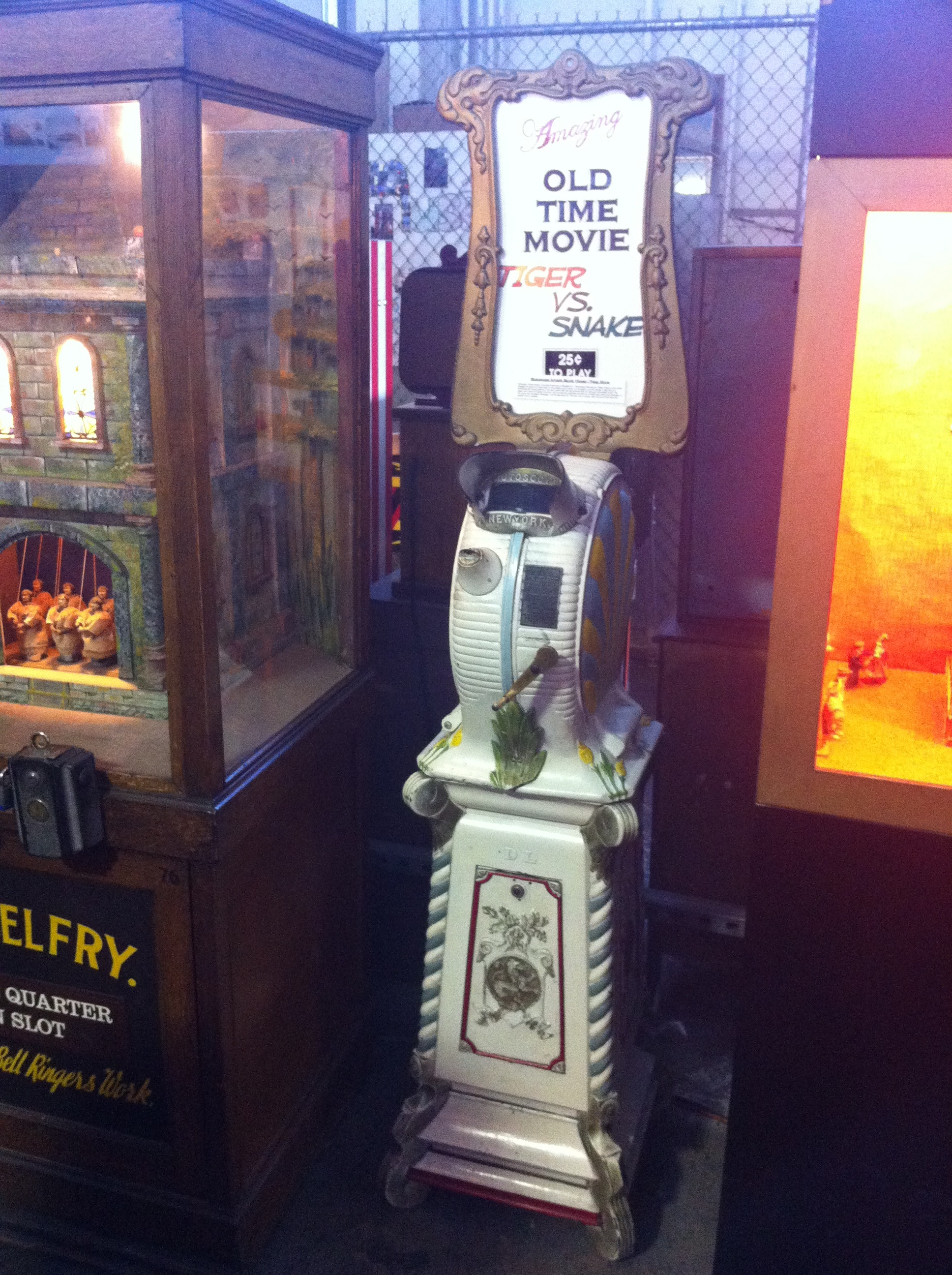
Un mutoscope à San Francisco.

Ainsi, en 1893, il entre en contact avec Woodville Latham et travaille en sous-main pour lui  sur un projet d'appareil de projection. Mais surtout, il crée en 1897 une société avec trois autres jeunes hommes : Elias Bernard Koopman, Harry Norton Marvin et Herman Casler. L'American Mutoscope Company lance un produit concurrent du kinétoscope, le mutoscope, un procédé totalement différent. Le mutoscope ressemble en effet à un folioscope géant où le spectateur, à l'aide d'une manivelle, fait tourner une succession de photogrammes d'un film, reproduits sur des cartes en papier épais qu'un onglet métallique effeuille à la manière d'un flipbook, reproduisant l'illusion du mouvement.  Une lampe, alimentée par une dynamo entraînée par la manivelle, éclaire les images, à condition d'avoir mis une pièce de monnaie dans le monnayeur. Cet appareil, contrairement au kinétoscope, est très économique, à la fabrication aussi bien qu'à l'entretien, et les revenus sont énormes, au point qu'ils vont faire de l'American Mutoscope Company une des plus puissantes sociétés de production américaines.
Les films sont tournés avec la mutagraphe.

## Description de lamutagraphe

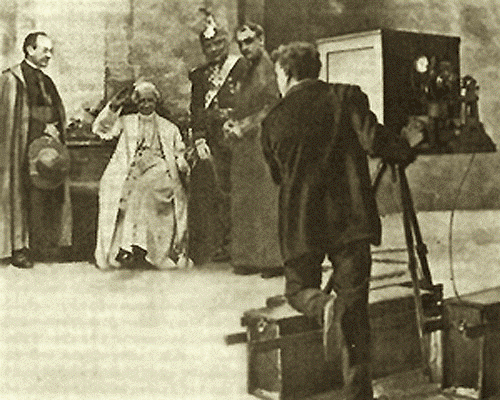
William Kennedy Laurie Dickson filme le pape Léon XIII avec une mutagraphe améliorée (1er mai 1899). Les fidèles pourront être bénis en direct en actionnant un mutoscope payant.

La mutagraphe est une caméra extrêmement lourde et encore plus encombrante que le kinétographe. Avec ses batteries électriques, elle pèse plus de 150 kg. Son système d'avance intermittente est unique : la pellicule, large de 68 mm, est entraînée par friction car elle est, comme on dit, « lisse », c'est-à-dire sans aucune perforations, mais comme Dickson le sait très bien puisqu'il a été avec Edison le concepteur du kinétographe, il faut des repères pour individualiser chaque image, et les perforations sont le meilleur moyen d'assurer ce repérage précis. En conséquence, la mutagraphe est équipée de deux pointes métalliques qui perforent la pellicule de chaque côté de chaque photogramme au moment de son exposition derrière l'objectif, donc pendant la prise de vues. Les images sont ainsi repérables grâce au trou rond exécuté sur chaque bord.